# Guillaume (voornaam)

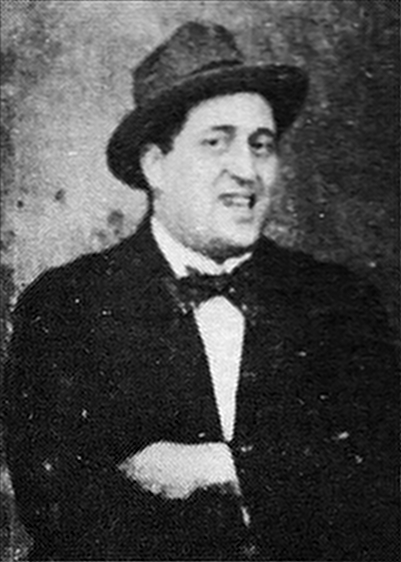
Guillaume Apollinaire

De jongensnaam Guillaume is de Franse variant van Willem.
Zo wordt Willem van Oranje in het Frans Guillaume d'Orange genoemd en staan de koningen Willem I, Willem II en Willem III der Nederlanden in Luxemburg, waarvan ze groothertog waren, bekend als Guillaume Premier, Guillaume Deux en Guillaume Trois (voor zover de spreker Franstalig is uiteraard - in het Luxemburgs heetten ze Wëllem).

## Bekende naamdragers
- Guillaume Apollinaire, Frans schrijver en dichter
- Guillaume Cornelis Beverloo, beter bekend als Corneille, Nederlands schilder
- Guillaume Bigourdan, Frans astronoom
- Guillaume Brune, Frans generaal
- Guillaume Budé, Frans humanist
- Guillaume Canet, Frans acteur, regisseur en scriptschrijver
- Guillaume Depardieu, Frans acteur
- Guillaume-Benjamin Duchenne, Frans neuroloog
- Guillaume Dufay, Frans-Nederlands componist
- Guillaume Henri Dufour, Zwitsers generaal en topograaf
- Guillaume Dupuytren, Frans chirurg
- Guillaume Elmont, Nederlands judoka
- Guillaume Geefs, Belgisch beeldhouwer
- Guillaume Groen van Prinsterer, Nederlands politicus en historicus
- Guillaume Emmanuel Paul de Homem-Christo, beter bekend als Guy-Manuel de Homem-Christo, Frans muzikant
- Guillaume Le Gentil, Frans astronoom
- Guillaume Lekeu, Belgisch componist
- Guillaume de l'Hôpital, Frans wiskundige
- Guillaume de Lorris, Frans dichter
- Guillaume de Machault, Frans componist en dichter
- Guillaume Vogels, Belgisch schilder